# Jeremy Wafer
Jeremy Wafer (Durban, 1953) es un escultor y grabador sudafricano.
Nacido en Durban , Jeremy Wafer es hijo de Laura, una enfermera, y Michael "Mick" Wafer, un jubilado naval de la Segunda Guerra Mundial de Aghada , Condado de Cork , Irlanda. Se crio en una granja junto a sus hermanos Patrick y Timothy antes de obtener su licenciatura en Bellas Artes por la Universidad de Natal, Pietermaritzburg en 1979; en 1987 recibió una maestría en Bellas Artes por la Universidad de Witwatersrand . Fue docente en el Departamento de Bellas Artes en la Natal Technikon . Actualmente reside en Johannesburgo y dirige el Departamento de Bellas Artes en la Universidad de Witwatersrand.
Codiseñó el "Muro de la Esperanza-Wall of Hope" monumento al SIDA (con Georgia Sarkin), dedicado a la memoria de Gugu Dlamini, en Durban, Sudáfrica.
Wafer tiene dos hijos, Mary y Alexander.
El tío de Wafer, Richard Wafer, falleció en el destructor HMS Jaguar (F34) (en:) tratando de rescatar a sus compañeros.
Wafer es también primo segundo de una del jugador de béisbol, Ken Weafer y del futbolista Graham Knight, ambos retirados, y es primo tercero de Richard B. Fitzgibbon, Jr..

## Exposiciones
Ha hecho exposiciones retrospectivas en la Universidad Stellenbosch y la Galería de Arte de Durban en 2002 y en la Galería KZNSA, Durban en 2009, una serie de exposiciones colectivas curadas que incluyen Panoramas of Passage, que realizó una gira por los EE. UU. en 1995, Earth and Everything en Arnolfini, Bristol, Reino Unido. , 1996, la Bienal de Johannesburgo 1997, 20: Dos décadas de escultura sudafricana 2010 en la Fundación Nirox, Johannesburgo, Earth Matters en el Museo Smithsonian de Arte Africano, Washington D. C. 2013, y la Feria de Arte de Basilea en 2009 y 2014. El número de exposiciones individuales incluye Tropic en Project Space Leeds, Reino Unido en octubre de 2010, Paradise en Goodman Gallery 2009, Survey en WAM 2013 y, más recientemente, Strata en Goodman, Johannesburgo en julio de 2014.
Su trabajo se conserva en el Museo Nacional de Arte Africano del Instituto Smithsoniano en Washington D. C..